# Đàn ông Song Tử
Đàn ông Song Tử (tên gốc tiếng Anh: Gemini Man) là phim điện ảnh hành động giật gân năm 2019 của Mỹ do Lý An đạo diễn, với phần kịch bản do David Benioff, Billy Ray và Darren Lemke đảm nhiệm. Phim có sự tham gia diễn xuất của Will Smith, Mary Elizabeth Winstead, Clive Owen và Benedict Wong, với nội dung kể về một sát thủ đã giải nghệ trong khi đang chạy trốn khỏi chính phủ đã bị một bản sao vô tính trẻ tuổi của mình nhắm mục tiêu ám sát.
Vốn được nhà biên kịch Darren Lemke lên ý tưởng từ năm 1997, Đàn ông Song Tử đã trải qua gần 20 năm nằm trên giấy. Một số đạo diễn, bao gồm Tony Scott, Curtis Hanson và Joe Carnahan, đã tham gia vào dự án tại một số thời điểm, đồng thời nhiều diễn viên, trong đó có Harrison Ford, Mel Gibson và Sean Connery, đã được nhắm vào vai nam chính. Năm 2016, Skydance Media đã mua bản quyền kịch bản phim – lúc này đã được viết lại nhiều lần – từ Disney và tới tháng 10 năm 2017, Lý An chính thức ký hợp đồng với Skydance trong vai trò đạo diễn điện ảnh của tác phẩm, trong khi đó hãng Paramount sẽ đảm nhiệm vai trò phân phối. Quá trình quay phim diễn ra từ tháng 2 đến tháng 5 năm 2018.
Đàn ông Song Tử được công chiếu ra mắt vào ngày 1 tháng 10 năm 2019 tại Liên hoan phim Zurich và được hãng Paramount Pictures cho khởi chiếu tại các rạp tại của Hoa Kỳ từ ngày 11 tháng 10 năm 2019 dưới các định dạng 3D tiêu chuẩn, Dolby Cinema, 4DX, IMAX 3D và ScreenX. Tại Việt Nam, phim cũng được khởi chiếu từ ngày 11 tháng 10 năm 2019. Phim nhận được nhiều đánh giá tiêu cực từ các nhà phê bình về phần kịch bản và cốt truyện yếu kém, mặc dù các màn diễn xuất hành động rất được khen ngợi. Việc trẻ hóa Smith cũng gây ra những phản ứng trái chiều, trong đó một số nhà phê bình ca ngợi công nghệ này như một thành tựu kỹ thuật, còn số khác lại cảm thấy phần hình ảnh này thiếu thuyết phục. Đàn ông Song Tử trở thành một bom xịt phòng vé khi chỉ thu về 173,5 triệu USD so với kinh phí làm phim là 138 triệu USD, khiến hãng Paramount phải chịu khoản lỗ 111 triệu USD.

## Nội dung
Henry Brogan, cựu lính bắn tỉa trinh sát Thủy quân lục chiến Hoa Kỳ 51 tuổi, hiện đang làm sát thủ cho Cơ quan Tình báo Quốc phòng (DIA), được cử đi làm nhiệm vụ ám sát một tên khủng bố sinh học trên một chuyến tàu. Sau khi hoàn thành nhiệm vụ, Henry quyết định giải nghệ khỏi nghề sát thủ. Anh kết nối lại với một người bạn cũ tên Jack, và Jack tiết lộ rằng một người cung cấp thông tin tên Yuri cho biết người đàn ông mà Henry đã ám sát là vô tội. Henry yêu cầu Jack sắp xếp một cuộc gặp với Yuri. Vì Henry đã biết được sự lừa dối của họ, giám đốc công ty Lassiter đã lên kế hoạch giết anh; Clay Varris, người đứng đầu một đơn vị quân đội tư nhân tinh nhuệ có mật danh "GEMINI", yêu cầu được tận tay thủ tiêu Henry nhưng bị từ chối.
Nhận ra Danny – cô gái cho thuê thuyền mới tới làm việc gần chỗ anh ở – là một đặc vụ được cử đến để theo dõi mình, Henry kết bạn với cô. Sau khi nhà của anh bị các đặc vụ chính phủ đột nhập, Henry cảnh báo Danny về cuộc tấn công. Họ giết những tên sát thủ được cử đến sau khi biết rằng công ty muốn diệt khẩu cả hai người. Henry và Danny chạy trốn đến Colombia với Baron, một đồng nghiệp cũ của Henry. Danny trốn tại nhà của Baron và dự định gặp Yuri để tìm hiểu thông tin. Trong khi đó, Clay cử sát thủ hàng đầu của mình tới giết Henry. Khi chiến đấu với hắn, Henry nhận ra tên sát thủ có nét giống với anh khi còn trẻ, với trình độ và kỹ năng chiến đấu ngang bằng. Khi tên sát thủ trở về nhà sau khi bị thương, danh tính hắn được tiết lộ là Junior, "con nuôi" của Clay. Mặc dù tò mò về những điểm tương đồng giữa mình và Henry, Junior vẫn được lệnh phải hoàn thành nhiệm vụ.
Henry cũng gặp rắc rối bởi những điểm tương đồng giữa mình tên sát thủ. Sau khi đến Hungary, Danny nhờ kiểm tra các mẫu DNA thu hồi từ được từ chiếc mũ mà Junior đánh rơi và phát hiện ra rằng DNA của anh và Henry giống hệt nhau – Junior chính là một bản sao vô tính của Henry. Henry sau đó gặp Yuri và biết về dự án nhân bản, và người đàn ông trên chuyến tàu mà anh đã giết là một trong những nhà khoa học của dự án. Nhằm khiến Junior quay lưng lại với âm mưu của Clay, Henry gọi cho Lassiter, người đồng ý gửi Junior tới để đưa Danny trở về Hoa Kỳ một cách an toàn. Sau khi gặp Danny, Junior gài bẫy Henry, nhưng cô đã cảnh báo anh qua một thiết bị nghe lén giấu trong miệng. Phục kích tên sát thủ trẻ, Henry giải thích với Junior rằng cậu chính là một bản sao của anh. Chạy trốn trở về GEMINI, Junior đau lòng đối mặt Clay, và hắn muốn cậu phải đánh bại Henry để vượt qua được chính mình. Sau khi lẻn ra khỏi GEMINI, Junior tìm thấy Henry và liên minh với anh để hạ gục Clay, trong khi Henry thúc giục Junior bỏ cuộc để trở thành một người tốt hơn. Sau khi Baron bị giết trong một cuộc phục kích do Clay ra lệnh, Junior đối mặt clay và đánh Clay bất tỉnh.
Sau khi đánh bại các đặc vụ GEMINI, Henry, Danny và Junior phải đối mặt với một tên đặc nhiệm mang giáp bị vô cảm với những đau đớn và cảm xúc. Sau khi bắn hắn trọng thương, Henry cởi bỏ mũ bảo hiểm của hắn ra và nhận ra hắn chính là một bản sao trẻ tuổi khác của Henry và cùng tuổi với Junior. Clay xuất hiện, biện minh cho hành động của mình với Junior; chán ghét, Junior định bắn Clay. Henry thuyết phục Junior ngừng bắn để bảo toàn cảm xúc của cậu, rồi sau đó chính Henry đã tự tay giết Clay. Sau khi đảm bảo rằng không có thêm bản sao nào còn tồn tại, Henry sau đó gặp Junior, hiện đang học đại học với danh tính giả là "Jackson Brogan" theo họ của mẹ Henry. Cùng nhau, Henry và Danny lên kế hoạch cho tương lai của Jackson.

## Diễn viên
- Will Smith vai Henry Brogan
Cựu bắn tỉa của Thủy quân lục chiến 51 tuổi, hiện đang làm sát thủ cho DIA, được coi là sát thủ giỏi nhất. Smith là một trong nhiều diễn viên được cân nhắc cho vai diễn này trong suốt quá trình phát triển kéo dài. Smith cũng vào vai Jackson Brogan (mật danh "Junior"), một sát thủ nhân bản từ Henry được cử theo đuôi để ám sát anh. Smith đã được "trẻ hóa kỹ thuật số" thông qua việc sử dụng công nghệ ghi hình chuyển động và công nghệ mô phỏng hình ảnh bằng máy tính.[8] Nhờ hơn 500 nghệ sĩ kỹ xảo nên Smith, lúc đó đã hơn 50 tuổi, có thể đóng vai một nhân vật chỉ 23 tuổi.[9]
- Mary Elizabeth Winstead vai Danielle "Danny" Zakarewski
Cựu binh Hải quân và đặc vụ DIA; cô đã giúp đỡ Henry sau khi anh cứu cô khỏi bị ám sát. Winstead đã giành được vai diễn này trước Tatiana Maslany.[10][11]
- Clive Owen vai Clayton "Clay" Varris
Giám đốc độc ác của GEMINI, kẻ đã tạo ra Junior để ám sát Henry và thế chỗ anh ta.
- Benedict Wong vai Baron
Cựu Thủy quân lục chiến, đồng nghiệp cũ của Henry và cũng là một phi công lành nghề.

Các diễn viên khác bao gồm Ralph Brown trong vai Del Patterson, người quản lý của Henry tại DIA; Linda Emond trong vai Janet Lassiter, giám đốc DIA; Douglas Hodge trong vai Jack Willis, một cựu đồng nghiệp Thủy quân lục chiến của Henry; Ilia Volok trong vai Yuri Kovács, một đặc nhiệm người Nga đã bí mật theo dõi lịch sử của GEMINI; E. J. Bonilla trong vai Marino, một đặc vụ DIA bị giết vì liên kết với Henry; Igor Szász trong vai Bác sĩ Valery Dormov, một trong những bác sĩ đã nhân bản Henry; Björn Freiberg trong vai Keller, một đặc nhiệm GEMINI; và Justin James Boykin trong vai Connor.

## Sản xuất

### Phát triển
Đàn ông Song Tử được dựa trên ý tưởng ban đầu của Darren Lemke, được bán cho hãng Walt Disney Pictures vào năm 1997 để hãng chịu trách nhiệm sản xuất và phát hành, trong đó Don Murphy sẽ giữ vai trò sản xuất và Tony Scott sẽ ngồi ghế đạo diễn. Cả Scott, Curtis Hanson và Joe Carnahan trước đó đã được nhắm đến với vai trò đạo diễn của tác phẩm. Vào thời điểm đó, bộ phận hoạt hình/hiệu ứng hình ảnh The Secret Lab của Disney đã phát triển một thử nhiệm ngắn mang tên Human Face Project để tạo phần hiệu ứng hình ảnh cho tác phẩm, trong đó có việc tạo hình một bản sao CG trẻ hơn cho nam diễn viên chính. Tuy nhiên sau cùng, dự án chưa bao giờ được phát triển tại Disney vì vào thời điểm đó công nghệ chưa đủ tốt để có thể sản xuất tác phẩm.
Phần kịch bản của Lemke được Billy Ray, Andrew Niccol, David Benioff, Brian Helgeland, Jonathan Hensleigh và cặp đôi biên kịch Stephen J. Rivele & Christopher Wilkinson viết lại. Năm 2016, Skydance Media đã mua lại bản quyền bộ phim từ Disney, với Jerry Bruckheimer đảm nhiệm vị trí sản xuất cùng với David Ellison, Dana Goldberg và Don Granger của Skydance. Murphy, Mike Stenson, Chad Oman và Brian Bell đóng vai trò là nhà sản xuất điều hành của dự án. Lý An được mời về ngồi ghế đạo diễn của bộ phim vào tháng 4 năm 2017 và Fosun Pictures cũng tham gia tài trợ dự án ngay sau đó với Quách Quảng Xương tham gia dự án dưới tư cách giám đốc sản xuất.

### Tuyển vai
Harrison Ford, Robert De Niro, Al Pacino, Michael Douglas, Chris O'Donnell, Mel Gibson, Tommy Lee Jones, Kevin Costner, Pierce Brosnan, Bruce Willis, John Travolta, Jon Voight, Denzel Washington, Johnny Depp, Nicolas Cage, Brad Pitt, Keanu Reeves, Tom Cruise, Clint Eastwood, Gerard Butler, Nick Nolte, Matt Damon, Ben Affleck, Jason Statham, Dwayne Johnson, Michael B. Jordan, Idris Elba, Arnold Schwarzenegger, Sylvester Stallone và Sean Connery là các diễn viên được nhắm cho vai diễn chính. Sau khi Will Smith được chọn vào vai chính, ngày phát hành phim được ấn định là 11 tháng 10 năm 2019. Tháng 1 năm 2018, Clive Owen và Mary Elizabeth Winstead tham gia dự án, với Winstead đã giành được vai diễn này từ Tatiana Maslany. Cũng trong tháng này, Benedict Wong và Ralph Brown được lựa chọn tham gia cùng dàn diễn viên.

### Quay phim
Quá trình quay phim chính bắt đầu từ ngày 27 tháng 2 năm 2018 tại Glennville, Georgia. Phim cũng được thực hiện tại một số địa điểm tại Cartagena, Colombia. Phim tiếp tục được bấm máy vào tháng 5 năm 2018 tại Széchenyi Thermal Bath ở Budapest, Hungary. Giống như bộ phim trước đó của Lý An là Billy Lynn's Long Halftime Walk, phim được quay kỹ thuật số ở tốc độ khung hình 120 khung hình/giây, được điều chỉnh cho định dạng 3D trên máy quay ARRI Alexa.

### Hậu kỳ
Các hiệu ứng hình ảnh trong phim do công ty Weta Digital đảm nhiệm dưới sự giám sát của Bill Westenhofer và Guy Williams, với sự hỗ trợ từ Park Road Post, Universal Production Partners (UPP), Scanline VFX, Legend3D, Inc., The Third Floor, Inc., East Side Effects, Clear Angle Studios và Stereo D.

## Phát hành
Đàn ông Song Tử ra mắt tại Liên hoan phim Zurich vào ngày 1 tháng 10 năm 2019. Phim được Paramount Pictures công chiếu tại Hoa Kỳ vào ngày 11 tháng 10 năm 2019 dưới các định dạng 3D, RealD 3D, Dolby Cinema, IMAX 3D, IMAX, 4DX và ScreenX. Ban đầu phim dự kiến ra mắt vào ngày 4 tháng 10, nhưng Paramount đã đẩy lùi lịch công chiếu phim xuống một tuần sau đó. Tại Việt Nam, phim cũng được khởi chiếu từ ngày 11 tháng 10 năm 2019.

### Phương tiện tại gia
Đàn ông Song Tử được phát hành dưới định dạng 4K Ultra HD Blu-ray, Blu-ray và DVD vào ngày 14 tháng 1 năm 2020.

### Sản phẩm đi kèm
- 2019: Michael Singer: Gemini Man: The Art and Making of the Film, Titan Books, ISBN 978-1789092233
- 2019: Gemini Man: The Official Movie Novelization, Titan Books, ISBN 978-1789093018

## Đón nhận

### Doanh thu phòng vé
Đàn ông Song Tử thu về 48,5 triệu USD chỉ tính riêng tại thị trường Mỹ và Canada và 124,6 triệu USD tại các quốc gia và vùng lãnh thổ khác, đưa tổng mức doanh thu toàn cầu lên tới 173,2 triệu USD, so với kinh phí sản xuất bộ phim là 138 triệu USD. Ước tính tác phẩm cần thu về khoảng 275 triệu USD toàn cầu để hòa vốn; Deadline Hollywood tính toán khoản lỗ ròng của bộ phim là 111,1 triệu USD, sau khi tổng hợp số liệu từ doanh thu và các khoản chi.
Tại thị trường Mỹ và Canada, Đàn ông Song Tử được phát hành cùng thời điểm với Gia đình Addams và Jexi, dự kiến thu về 24–29 triệu USD từ 3.642 rạp chiếu phim trong dịp cuối tuần ra mắt. Phim thu về 7,5 triệu USD trong ngày đầu tiên công chiếu, bao gồm 1,6 triệu USD thu về từ suất chiếu sớm đêm thứ Năm, hạ mức dự đoán doanh thu dịp cuối tuần ra mắt xuống 20 triệu USD. Sau ba ngày cuối tuần ra mắt, tác phẩm thu về 20,5 triệu USD, đứng thứ ba về doanh thu phòng vé tuần công chiếu. Con số mở màn thấp được cho là do phản ứng kém từ giới phê bình, cốt truyện không mới mẻ và sự xuất sắc của đối thủ Joker. Phim thu về 8,9 triệu USD trong dịp cuối tuần thứ hai công chiếu, về thứ năm trên bảng xếp hạng doanh thu phòng vé.
Đàn ông Song Tử khởi chiếu tại 5 quốc gia vào một tuần trước ngày phát hành tại Mỹ và thu về 7 triệu USD, đứng đầu ở cả năm thị trường: Pháp (3 triệu USD), Đức (3 triệu USD), Thụy Sĩ (434.000 USD), Áo (262.000 USD) và Israel (259.000 USD). Tại thị trường Trung Quốc, tác phẩm ra mắt với 21 triệu USD thu về, ít hơn con số mà truyền thông dự kiến. Sau hai tuần, phim đã thu về tổng cộng 118 triệu USD toàn cầu, bao gồm 82 triệu USD ở các thị trường quốc tế.

### Đánh giá chuyên môn
Trên hệ thống tổng hợp kết quả đánh giá Rotten Tomatoes, phim nhận được 26% lượng tán thành dựa theo 316 bài đánh giá. Các chuyên gia của trang web nhất trí rằng, "Dù phần nhìn ấn tượng của Đàn ông Song Tử được hỗ trợ bởi một số màn trình diễn đầy vững chắc, bộ phim giật gân khoa học viễn tưởng này lại bị phá hoại nghiêm trọng bởi một cốt truyện vô cùng thất vọng." Trên trang Metacritic, phần phim đạt số điểm 38 trên 100, dựa trên 49 nhận xét, chủ yếu là những ý kiến tiêu cực. Lượt bình chọn của khán giả trên trang thống kê CinemaScore cho phần phim điểm "B+" trên thang từ A+ đến F, trong khi đó trang PostTrak chấm phim 3,5 trên 5 sao.
Peter DeBruge từ Variety đánh giá bộ phim: "Trong thực tế, đây là một dự án gần như không thể thực hiện được khi đã qua tay vô số diễn viên và gặp thất bại nhiều lần do những giới hạn về mặt công nghệ. Ít nhất, đó có thể được coi như một lý do, vì nếu nhìn vào sản phẩm hoàn chỉnh mà đánh giá, thì phần kịch bản của phim lại không hề tràn đầy hứa hẹn như phần cốt truyện gốc của nó." Minh Phúc từ Zing News thì cho tác phẩm số điểm 5/10 với nhận định: "Dự án hành động mới của đạo diễn Lý An tỏ ra hứa hẹn với hai phiên bản già – trẻ của Will Smith. Nhưng ngoại trừ phần nhìn, Đàn ông Song Tử thực sự đáng quên."

### Giải thưởng
| Giải thưởng                              | Ngày                 | Hạng mục                                                        | Đề cử                                                                               | Kết quả      | Nguồn  |
| ---------------------------------------- | -------------------- | --------------------------------------------------------------- | ----------------------------------------------------------------------------------- | ------------ | ------ |
| Giải Advanced Imaging Society Technology | 28 tháng 10 năm 2019 | 120FPS/4K/3D Cinema Experience                                  | Đàn ông Song Tử                                                                     | Đoạt giải    | [ 44 ] |
| Hiệp hội phê bình phim Austin            | 22 tháng 1 năm 2019  | Trình diễn ghi hình chuyển động/hiệu ứng hình ảnh xuất sắc nhất | Will Smith                                                                          | Đề cử        | [ 44 ] |
| Giải Sao Thổ                             | 2021                 | Phim khoa học viễn tưởng hay nhất                               | Đàn ông Song Tử                                                                     | Chưa công bố | [ 45 ] |
| Hiệp hội phê bình phim St. Louis         | 15 tháng 12 năm 2019 | Phim tệ nhất năm                                                | Đàn ông Song Tử                                                                     | Đề cử        |        |
| Giải Visual Effects Society              | 29 tháng 1 năm 2020  | Hiệu ứng hình ảnh đột phá trong phim điện ảnh người đóng        | Bill Westenhofer, Karen Murphy-Mundell, Guy Williams, Sheldon Stopsack, Mark Hawker | Đề cử        | [ 46 ] |
| Giải Visual Effects Society              | 29 tháng 1 năm 2020  | Nhân vật hoạt hình đột phá trong phim điện ảnh người đóng       | Paul Story, Stuart Adcock, Emiliano Padovani, Marco Revelant (cho "Junior")         | Đề cử        | [ 46 ] |
| Giải Taurus World Stunt                  | 15 tháng 12 năm 2019 | Trình diễn với phương tiện giao thông xuất sắc nhất             | Đội diễn viên đóng thế của Đàn ông Song Tử                                          | Đề cử        |        |
| Giải Yoga                                | 2020                 | Hóa trang tệ nhất                                               | Đàn ông Song Tử                                                                     | Đề cử        |        |